# Croix de cimetière de Nérigean
La croix de cimetière de Nérigean est une croix hosannière située près de l'église Saint-Martin de Nérigean dans la Gironde.

## Historique
C'est à partir du XVe siècle qu'apparaissent les croix de cimetière. Lorsqu'elles sont placées au centre d'un cimetière on dit qu'elles sont des croix hosannières (on y chante la prière Hosanna lors de la bénédiction des rameaux). Le plus souvent elles sont construites par des maîtres maçons plutôt que de réels sculpteurs. Elles correspondent à des dons de riches seigneurs. Les croix de cimetière mettaient en lumière le saint patron de la paroisse, puisqu'une représentation de ce saint occupait habituellement un des côtés de la croix sommitale.
Léo Drouyn donne  la description suivante :
- Cette croix est la copie ou plutôt l'imitation à peu près exacte de celle de Saillans ; elle est certainement l’œuvre du même artiste, et porte la date de 1546.
Sa base, carrée, s'élève sur trois marches larges et hautes, ce qui donne au monument plus d'aspect et plus d'élégance ; malheureusement, la croix proprement dite a été remplacée par une croix en pierre faite par un maçon de l'endroit.
Les statuettes ne sont pas surmontées de dais, comme à Saillans ; pour les autres ornements, ils sont les mêmes, et disposés de la même façon : 
  - en haut du fût, les attributs des Évangélistes;
  - au-dessous:, quatre statuettes : l'ange Gabriel, saint Paul, saint Michel, saint Pierre.

Leur pose et leurs attributs sont les mêmes qu'à Saillans.
Les quatre statuettes inférieures sont sainte Magdelaine, sainte Catherine, saint Jean ; elles ressemblent à celles de Saillans.
La quatrième est une sainte garrottée à un arbre par les pieds et les mains.

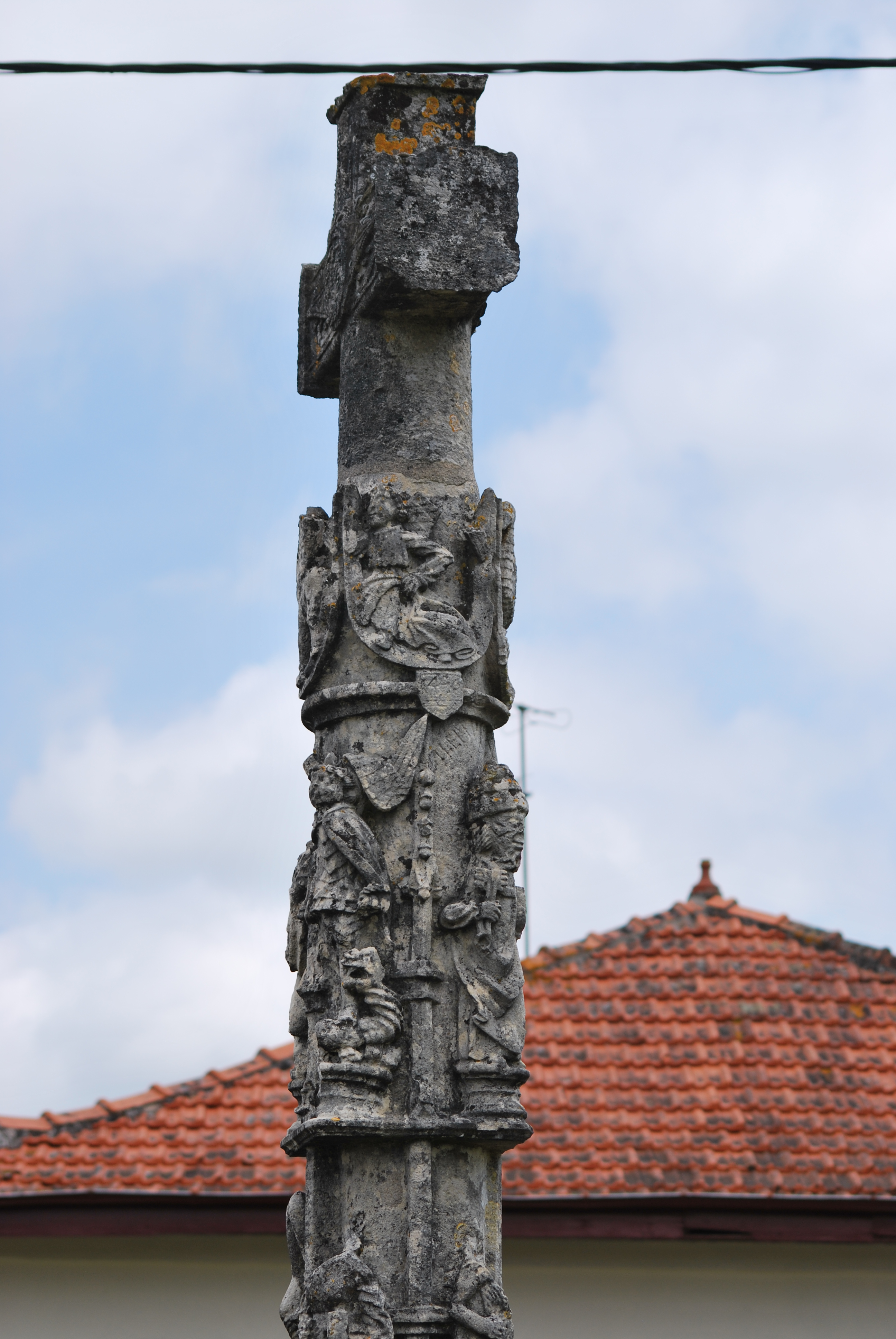
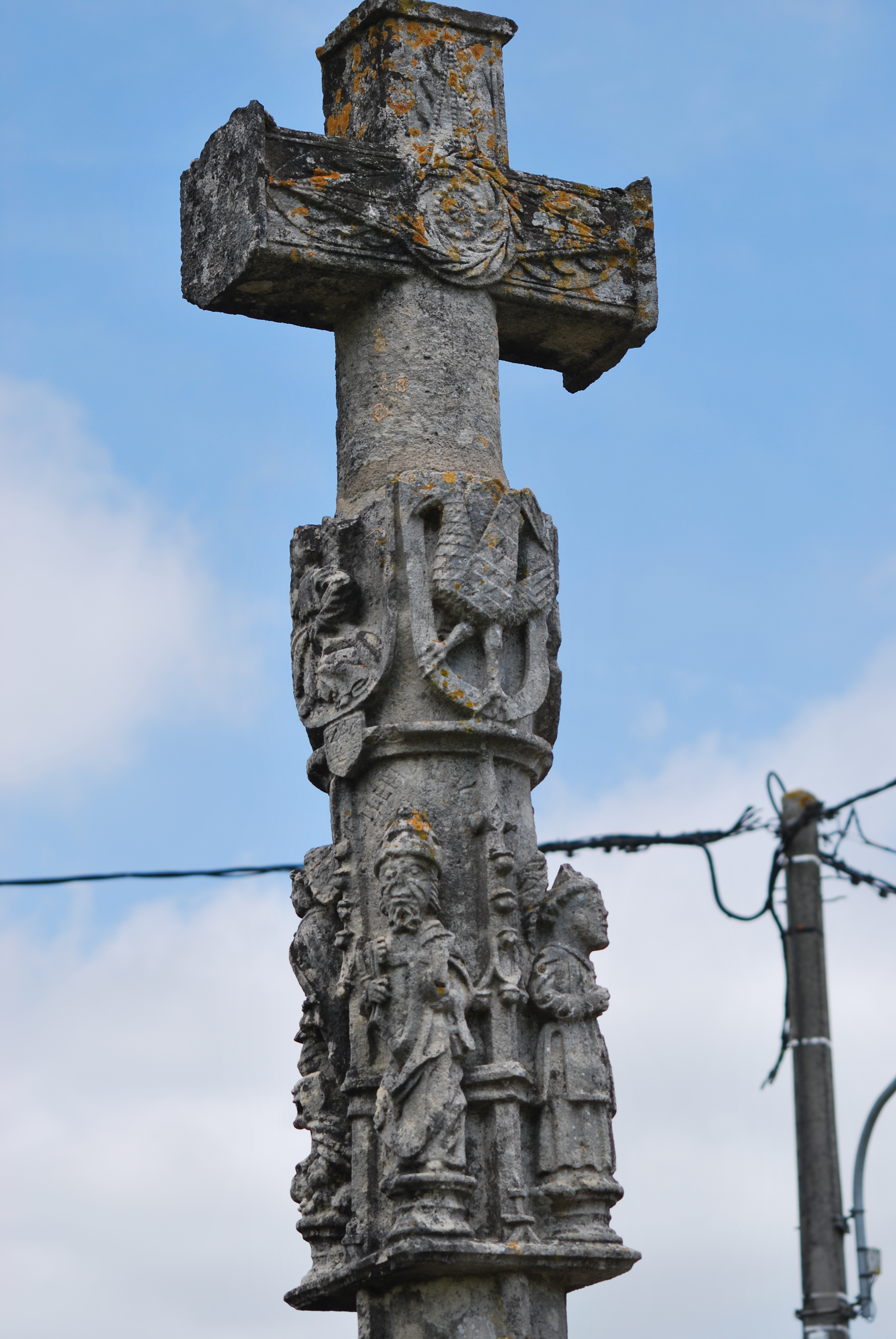
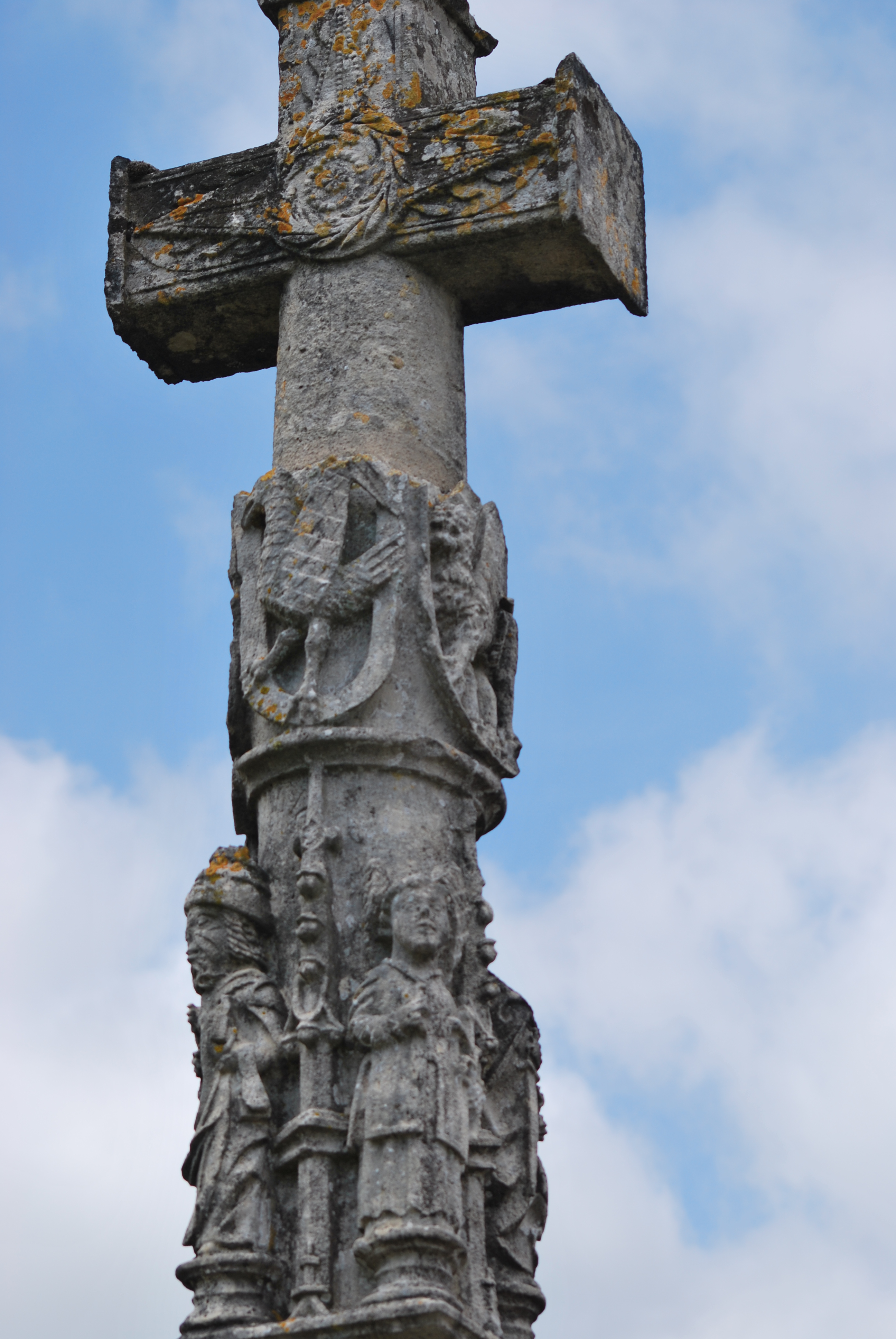

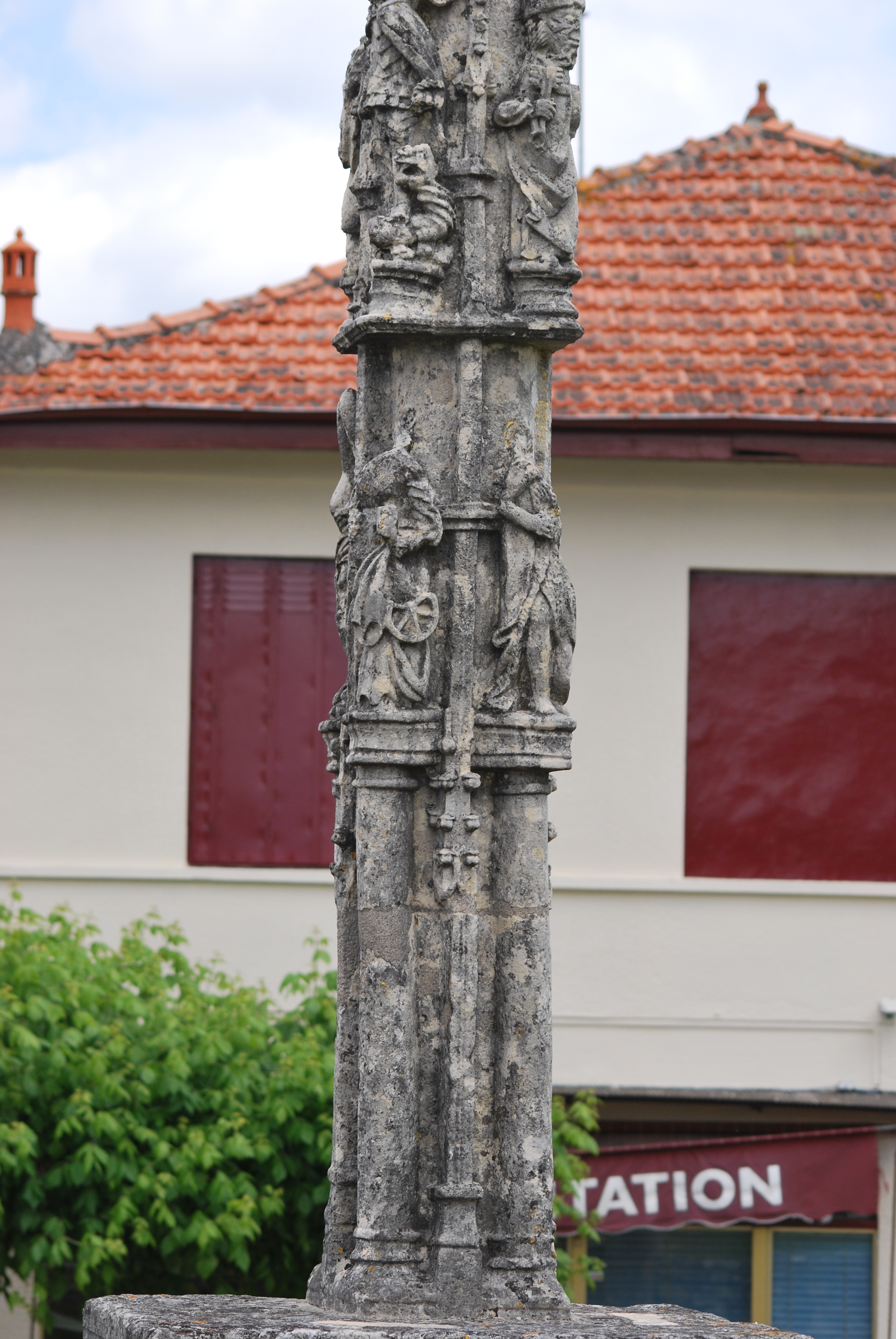
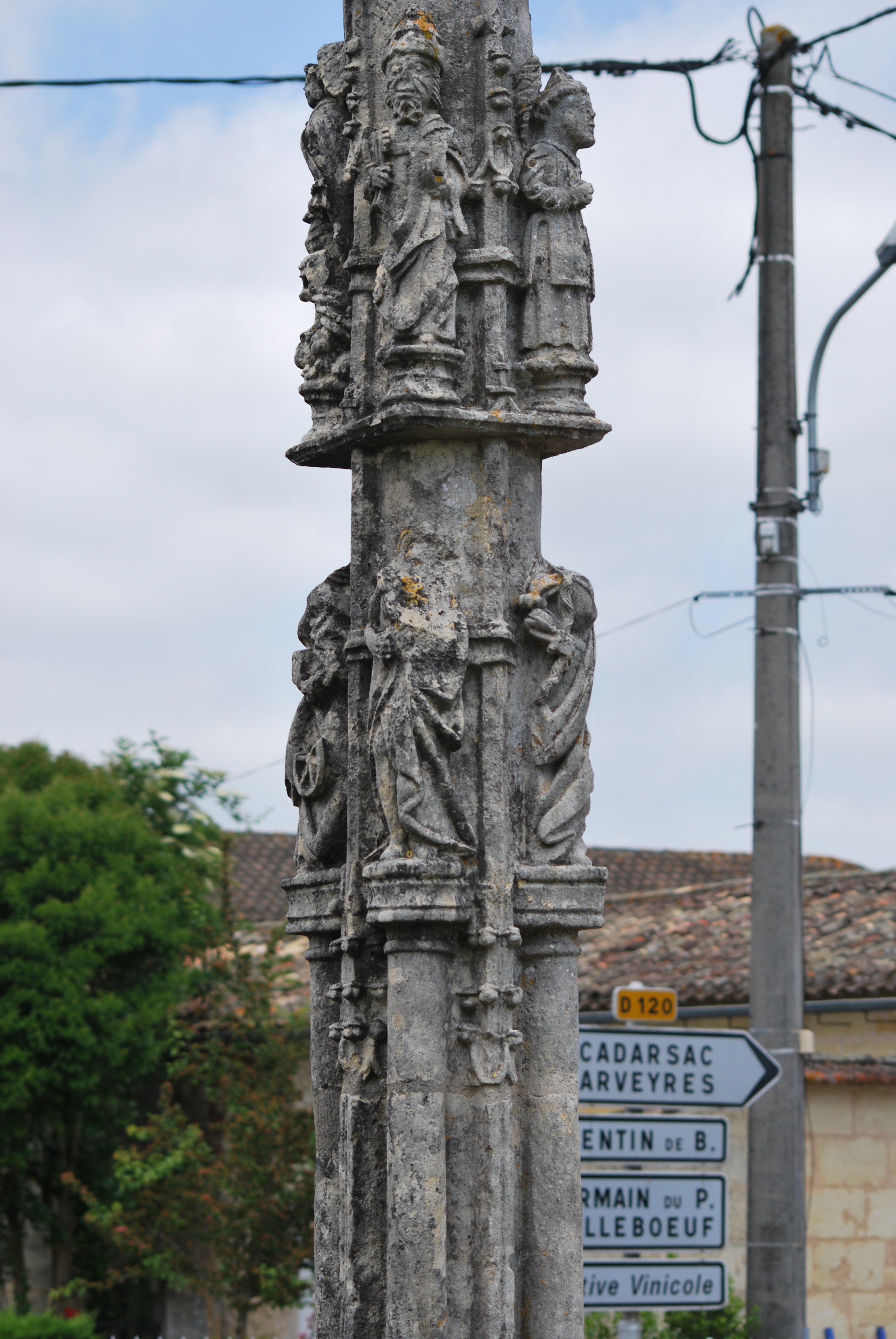
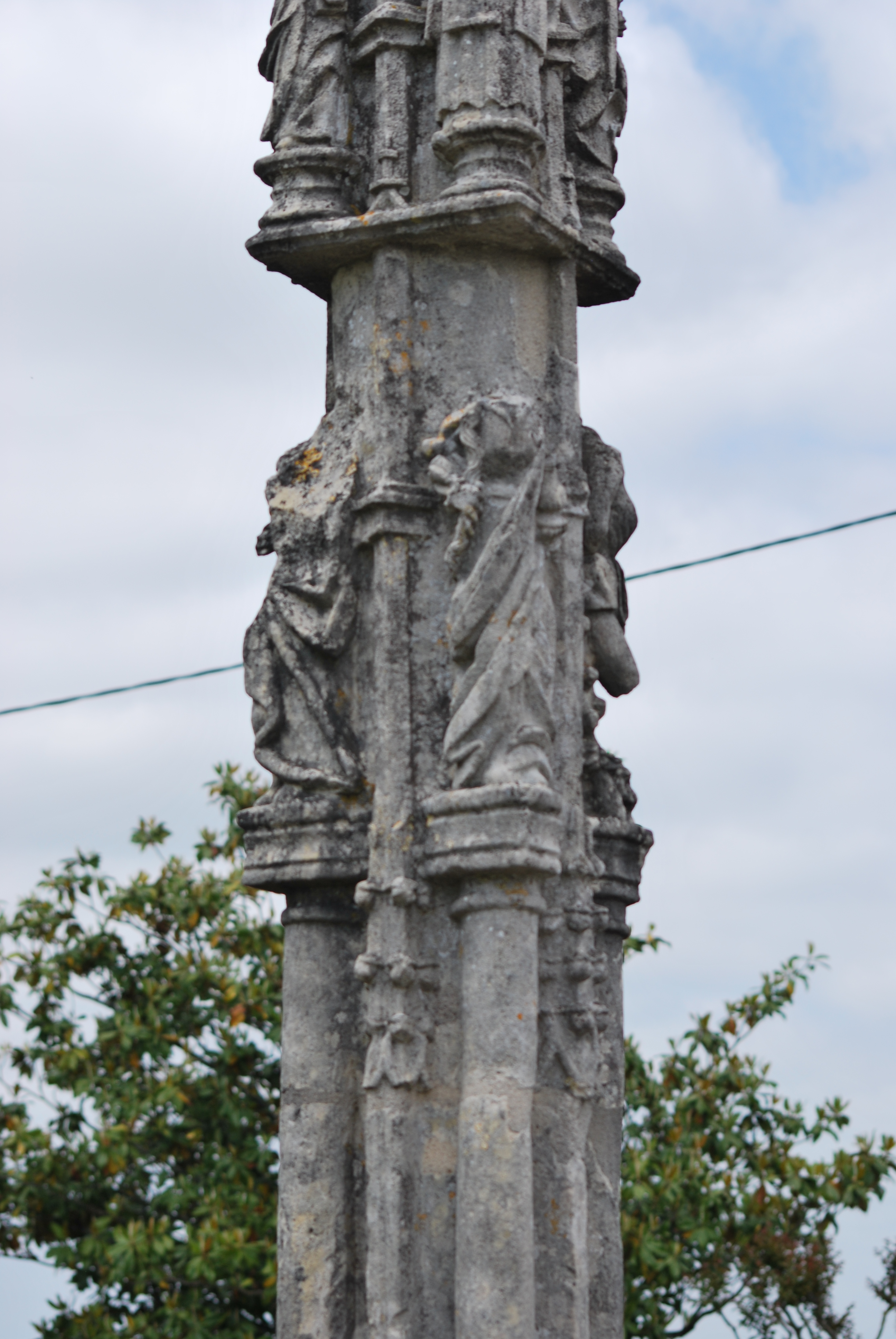

La croix fait l’objet d’un classement au titre des monuments historiques depuis le 20 décembre 1907.